# Mastigodryas bruesi
Espèce
Synonymes
- Alsophis bruesi Barbour, 1914

Mastigodryas bruesi est une espèce de serpent de la famille des Colubridae.

## Répartition
Cette espèce est endémique de Saint-Vincent-et-les-Grenadines.

## Description
L'holotype de Mastigodryas bruesi mesure 700 mm dont 310 mm pour la queue.

## Étymologie
Son nom d'espèce lui a été donné en l'honneur de C. T. Brues qui a collecté l'holotype.

## Publication originale
- Barbour, 1914 : A contribution to the zoogeography of the West Indies, with special reference to amphibians and reptiles. Memoirs of the Museum of Comparative Zoölogy at Harvard College, vol. 44, n. 2, p. 205-359 (texte intégral).